# Widad Kawar
Widad Kawar (Toelkarem, 1931) is een Palestijns verzamelaar en onderzoeker van Arabische kleding en bijouterie.

## Levensloop
Kawar groeide op in Bethlehem, dat al lange tijd een bloeiend centrum voor textiel is. Ze studeerde in Ramallah en aan de Amerikaanse Universiteit van Beiroet.
Tijdens haar jeugd groeide haar aantrekkingskracht voor het verfijnde esthetische borduurwerk dat gestikt wordt op traditionele Palestijnse dameskleding. Haar verzamelpassie werd groter na de verwoestingen van de Arabisch-Israëlische Oorlog van 1948 en nog intensiever na de Zesdaagse Oorlog in 1967 en de aanhoudende ontkenningen van de Palestijnse identiteit al die tijd. Gedurende zestig jaar heeft ze meer dan 2000 voorbeelden verzameld van textielbeoefening, waaronder een stuk van meer dan 120 jaar oud.
In Jordanië zette ze een onderzoekscentrum op en werkte ze aan beschrijvingen en analyses, waardoor de cultuur van het borduurwerk van de Palestijnse vrouwen dankzij haar een nauwkeurige documentatie kent. Haar verzameling heeft ze wereldwijd tentoongesteld en deelde ze met anderen door hen toegang te verlenen tot haar archieven en door middel van haar publicaties. In de vluchtelingenkampen in de Palestijnse Gebieden zette ze zich in voor de scholing in de borduurkunst.
In de jaren tachtig stond het Rautenstrauch-Joest-Museum uit München achter een grote reizende tentoonstelling met de naam Pracht und Geheimnis - Kleidung und Schmuck aus Palästina und Jordanien die was samengesteld uit Kawars privécollectie. De collectie werd in meerdere Europese museums en op twee Japanse locaties vertoond. De tentoonstellingen stonden ruim in de aandacht en zetten dit deel van de Palestijnse cultuur wereldwijd op de kaart.
Kawar is lid van de vertrouwensraad van het American Center for Oriental Research. In 2012 werd ze onderscheiden met een Prins Claus Prijs voor haar onschatbare bijdrage aan het veiligstellen van cultureel erfgoed, door de textielkunst uit de Arabische culturen te conserveren, documenteren en te verspreiden.